# Juan Camilo Restrepo
Juan Camilo Restrepo Salazar (Medellín, Colombia; 17 de octubre de 1946) es un abogado, político y economista colombiano, especializado en derecho económico y administrativo.
Estuvo a la cabeza de varios ministerios en diversos gobiernos, además de miembro del Partido Conservador. Ha sido elegido por elección popular para integrar el Senado de Colombia. Durante año y medio fue el Jefe del Equipo Negociador del Gobierno con la guerrilla del ELN, cargo creado por el presidente Juan Manuel Santos para terminar el conflicto armado con este grupo subversivo.

## Biografía
Restrepo Salazar es bachiller del Colegio San Bartolomé La Merced, abogado y economista de la Pontificia Universidad Javeriana, se especializó en Derecho Económico en el London School of Economics y se doctoró en Derecho Administrativo en La Sorbona. Miembro del Partido Conservador Colombiano. Ha sido ministro de tres carteras diferentes, en tres gobiernos diferentes.
Vinculado a la antigua Junta Monetaria como secretario (1970-1971) y asesor (1976-1977, 1979-1981) y a la Federación Nacional de Cafeteros como representante en Londres (1973-1975) y gerente comercial (1986-1990); así mismo fue Superintendente Bancario (1977-1978) y Presidente de la Comisión Nacional de Valores (1982-1986). Su amplia carrera en los campos administrativo, financiero y económico le permitió acceder a la presidencia de Acerías Paz del Río en 1990 y un año después es designado Ministro de Minas y Energía por el presidente César Gaviria. Desde 1992 se dedica a la consultoría, luego de salir con un muy alto perfil como Ministro.
En las elecciones legislativas de Colombia de 1994 es elegido senador de la república de Colombia como segundo renglón de Fabio Valencia Cossio. Miembro de la Comisión Tercera, de asuntos económicos, llega a ser nombrado el mejor senador de 1995. Para las elecciones presidenciales de 1998 se presenta como precandidato, pero es derrotado en la convención de su partido por el exalcalde capitalino y excandidato Andrés Pastrana, quien después de su triunfo le designa Ministro de Hacienda. Durante sus dos años de ejercicio del cargo (1998-2000) se convierte en una figura impopular debido a las drásticas medidas económicas que aplica, por lo que termina siendo retirado del cargo. Es elegido como candidato oficial del Partido Conservador para las elecciones presidenciales de 2002, pero el escaso apoyo recibido según los sondeos (cuarto lugar, con alrededor de 1% de intención de voto) y el hecho de que la mayoría de parlamentarios de su partido habían decidido ya respaldar a Álvaro Uribe Vélez lo incitan a retirar su postulación. Desde 2008 es miembro fundador de la revista Razón Pública.
Restrepo reemplazó al ministro saliente Andrés Fernández Acosta como Ministro de Agricultura y Desarrollo Rural de Colombia en 2010.
Como ministro de Agricultura, Restrepo ha tenido la  labor de ayudar  a los campesinos afectados por la ola invernal que afectó a Colombia en 2010, además que ha estado liderando procesos de restitución  a las víctimas de la violencia.
En abril de 2011, Restrepo anuncia la creación del programa Desarrollo Rural con Equidad (DRE), en reemplazo de Agro Ingreso Seguro.
Se anunció su renuncia oficial en 2013 por la inscripción de su candidatura a la presidencia de Colombia de 2014, al no lograr el apoyo de su partido político.
Desde el 24 de octubre de 2016 hasta el 8 de enero de 2018 fue el Jefe del Equipo Negociador del Gobierno en los diálogos con la guerrilla del ELN, que busca acabar la confrontación armada con este grupo insurgente. Su renuncia la aduce a su nuevo rol como Presidente del Tribunal de Arbitramento radicado en la Cámara de Comercio Internacional de París.

## Familia
Camilo Restrepo Salazar es miembro de la aristocracia colombianaː Sus padres eran Camilo Restrepo Botero y María Elena Salazar Gómez.
Su padre era sobrino tataranieto del político y educador neogranadino José Félix de Restrepo, cuya esposa era sobrina segunda del banquero Pedro Agustín de Valencia, patriarca de la familia quien actualmente vive en Popayán. Restrepo también era pariente de José Manuel Restrepo Vélez, de quien desciende su homónimo, José Manuel Restrepo Abondano; en conclusión Camilo y José Manuel son parientes lejanos.

### Matrimonio y descendencia
Camilo se unió en matrimonio con la escritora María Teresa Herrán Goetz, tataranieta del expresidente de Colombia Pedro Alcántara Herrán y Zaldúa (quien, a su vez, era yerno del expresidente Tomás Cipriano de Mosquera), y sobrina tataranieta del sacerdote católico Antonio Herrán, quienes también eran primos segundos del sacerdote Baltasar Jaime Martínez de Compañón.
María Teresa también es sobrina bisnieta del diplomático Tomás Herrán Mosquera (hijo de Herrán y nieto de Mosquera), y está emparentada con el expresidente Francisco Javier Zaldúa (quien era primo de los hermanos Herrán), y con los artistas Pedro Alcántara Herrán Martínez y su esposa y prima Erika Herrán Restrepo, ambos tataranietos del expresidente Herrán.
Con María Teresa, Camilo tuvo a sus hijos Ana María, Camilo y Alberto Restrepo Herrán.